# 잭 던
잭 앤서니 던(Jack Anthony Dunn, 1994년 11월 19일 ~ )은 잉글랜드의 축구 선수이다. 현재 마린 AFC 소속으로 뛰고 있으며 포지션은 공격수이다.